# كلود فرانسوا (رسام)
كلود فرانسوا (بالفرنسية: Claude François)‏ هو رسام فرنسي، ولد في 1 مايو 1614 في أميان في فرنسا، وتوفي في 17 مايو 1685 في باريس في فرنسا.